# マイケル・ティンカム
マイケル・ティンカム（Michael Tinkham、1928年2月23日 - 2010年11月4日）は、アメリカの物理学者。物理学のランフォード教授職やハーバード大学の応用物理学の Gordon McKay Research Professorを務めた。超伝導に関する業績で最もよく知られる。

## 専門における経歴
育った場所近くにあるリポン大学で学び（1951年に学士）、その後マサチューセッツ工科大学で学んだ（1951年に修士、1954年にPhD取得）。1954年から55年までの間オックスフォード大学のクラレンドン研究所にいた。1955年にカリフォルニア大学バークレー校に進み、1957年に助教授となり、後に教授となった。1966年にハーバード大学の教員となった。1978年から79年までの間、カールスルーエ工科大学のHumboldt U.S. Senior Scientistであった。超伝導を専門としており、1975年に古典的な教科書を出版した。後にナノワイヤやカーボンナノチューブなど、試料の寸法がナノメートル範囲にある材料特性を研究対象とした。
1970年、米国科学アカデミーの会員となり、1974年にオリバー・E・バックリー凝縮系賞を受賞した。1977年リヒトマイヤー記念賞受賞。2005年にはFred E. Saalfeld Award for Outstanding Lifetime Achievement in Scienceを受賞した。Journal of Superconductivityにおいて同僚らからその業績に栄誉が与えられた。

## 超伝導への業績
1956年、同僚のポスドクRolfe Gloverとともに超伝導体の光吸収スペクトルの急激な上昇という形で、エネルギー準位の連続分布におけるエネルギーギャップの直接的な証拠を発見した。観測された吸収スペクトルはジョン・バーディーンのBCS理論のコヒーレンス係数の直接的な結果であり、他の観測とともにBCS理論の最初で本質的な実験的確認を提供した。
また、超伝導体の巨視的な量子的振る舞いを研究し、超伝導体に電流が流れているときに異なるエネルギー準位間の遷移が起こる条件を調査した。